# Vida Vencienė
Vida Vencienė (stavat Ventsene under sovjettiden), född 28 maj 1961, är en före detta sovjetisk, och senare litauisk längdskidåkerska. Hon representerade Sovjetunionen då hon vid OS i Calgary 1988 nådde sin största framgång: Guld på 10 km klassiskt och brons på 5 km klassiskt. I VM är hennes bästa placering en sjundeplats från Lahtis 1989. I världscupen har hon som bäst en andraplats på 10 km klassiskt i Leningrad 1988.
Efter att de baltiska staterna brutit sig ur Sovjetunionen, representerade Vencienė Litauen, och ändrade i samband med detta stavningen på sitt namn, från det ryska Ventsene. Hon kom dock aldrig mer i närheten av framgångarna från 1988.